# Nachtkind
Nachtkind (originele titel Nightchild) is een fantasyboek van James Barclay. Het is het laatste boek van de trilogie De Kronieken van de Raven. Nachtkind is in 2001 gepubliceerd in Engeland en september 2006 vertaald in het Nederlands.

## Inhoud
Na Dauwdief en Dagschaduw staan de Raven weer voor een nieuwe uitdaging. De vijfjarige dochter van Denser en Erienne beschikt over de macht van De Ene. Magie die zeer krachtig is en lange tijd als verloren werd beschouwd. Het kind moet onderwezen worden om de magie onder controle te krijgen, maar dit wordt een gevaarlijke onderneming.